# Louis Williquet
Louis Williquet (1890) was een Belgisch gewichtheffer.

## Levensloop
Williquet behaalde in 1920 zilver in de klasse -67,5kg op de Olympische Zomerspelen te Antwerpen in het gewichtheffen. Hij tilde in totaal 240kg (60+75+105).
Hij was afkomstig uit Antwerpen.